# José Burciaga Jr.
José Burciaga Jr. lub Jose Burciaga Jr. (ur. 16 listopada 1981 w Oak Cliff) – były amerykański piłkarz pochodzenia meksykańskiego grający na pozycji obrońcy. Posiada również obywatelstwo meksykańskie.

## Początki
Burciaga zaraz po ukończeniu szkoły średniej wybrał nie grę w uniwersyteckich zespołach, a zdecydował się od razu na występy w futbolu zawodowym. Podpisał kontrakt z Project-40.

## Kariera klubowa
W MLS SuperDraft 2001 został wybrany na 12. miejscu i trafił do występującej w MLS drużyny Kansas City Wizards. Mimo że był gwiazdą amerykańskich młodzieżówek, to przez pierwszy rok nie potrafił się przystosować do warunków panujących w Major League Soccer i wystąpił tylko w 3 spotkaniach, w tym 2 razy w podstawowym składzie.
Na treningu przed sezonem 2002 Burciaga naderwał więzadło krzyżowe w lewym kolanie i musiał pauzować przez cały rok. W sezonie 2003 wrócił na boisko i wywalczył miejsce w podstawowym składzie, jednak już po czterech kolejkach ligi ponownie zerwał więzadło, tym razem w prawym kolanie i znów musiał spędzić najbliższy rok w gabinetach lekarskich. Wykurował się na rozgrywki ligowe w roku 2004 i tym razem przez cały sezon był zdatny do gry - wystąpił w 24 meczach, w tym 21 spotkań w wyjściowej jedenastce, zaliczył też jednego gola i asystę. Od tego czasu był podstawowym zawodnikiem Wizards, w 2006 został nawet wybrany do najlepszej jedenastki roku.
16 stycznia 2008 Burciaga został sprzedany do Colorado Rapids, w zamian za okazję losowania w drugiej rundzie najbliższego SuperDraftu. Po roku zespół z Kolorado nie zdecydował się na przedłużenie kontraktu z piłkarzem, a on sam w wieku zaledwie 29 lat zakończył piłkarską karierę.

## Kariera trenerska
José Burciaga w 2010 roku został grającym trenerem nowo powstałego czwartoligowego zespołu Los Lobos FC.

## Osiągnięcia
Kansas City Wizards
- MLS Best XI: 2006